# Bo-Ebbe Löfberg
Bo-Ebbe Ottoson Löfberg,  född 31 maj 1914 i Malmö S:t Johannes församling, Malmö, död där 13 januari 1988, var en svensk läkare. Han var son till Otto Löfberg. 
Löfberg blev medicine licentiat vid Lunds universitet 1945, innehade underläkarförordnanden vid Malmö allmänna sjukhus 1945–49, var praktiserande läkare i Malmö från 1949 och företagsläkare vid Malmö Strumpfabrik från 1975. 
Löfberg blev ordförande i Malmö läkarförening 1960, Malmöhusdistriktet av Svenska Röda korset till 1974, vice ordförande i centralstyrelsen för Svenska Röda korset 1975–79 (hedersledamot 1979), styrelseledamot Skånes praktiserande läkares förening. Han författade medicinska skrifter och blev på 1960-talet känd som "TV-doktor".